# ارتباط غیرکلامی

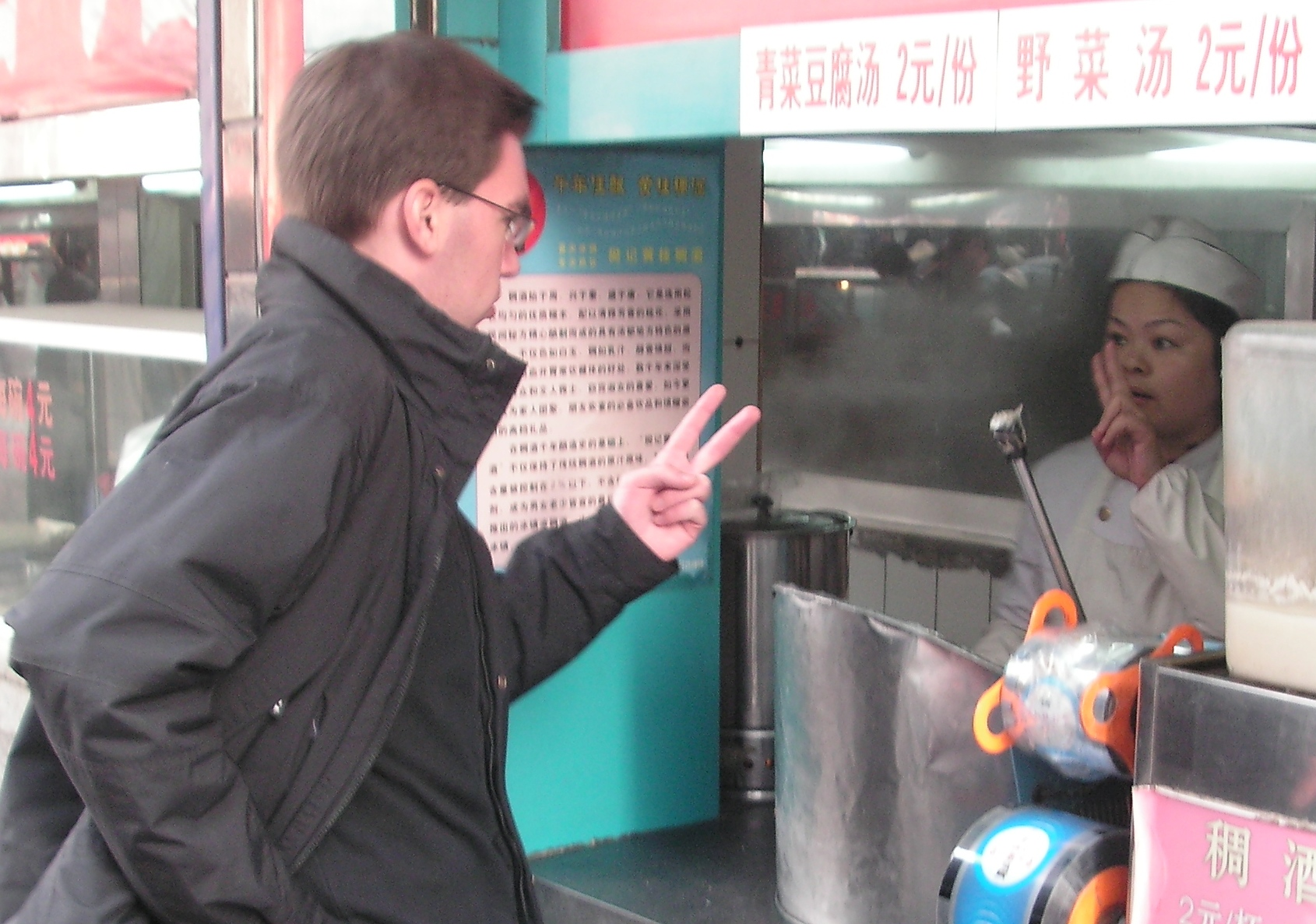
درک یکدیگر از طریق بیان به کمک دست و چشم؛ در خیابانی نزدیک برج ناقوس شی‌آن چین دیده می شود.

ارتباط غیرلفظی یا ارتباط غیر کلامی-زبانی (به انگلیسی: Nonverbal communication (NVC)) انتقال پیام‌ها یا سیگنال‌ها از طریق یک بنیاد غیرکلامی مانند تماس چشمی، حالات چهره، ژست‌ها، وضعیت بدن و زبان بدن است. این نوع ارتباط شامل استفاده از نشانه‌های اجتماعی، حرکتی، فاصله (Proxemics) و محیط‌های فیزیکی/ظاهر، صدا (فرازبان یا Paralanguage) و لمس (Haptics) است. همچنین می‌تواند شامل استفاده از زمان (زمان‌بندی‌شناسی) و تماس چشمی و اقدامات نگاه کردن در حین صحبت کردن و گوش دادن، دفعات نگاه‌ها، الگوهای ثابت، گشاد شدن مردمک چشم و سرعت پلک زدن (Oculesics) باشد.

## اشارات و حرکات دست‌ها
در زندگی روزمره شاید بارها به این نتیجه رسیده باشیم که بسیاری از آدم‌ها با دست‌های خود سخن می‌گویند. به این معنی که آنان با حرکات مختلف دست، پیام‌های گوناگونی را به مخاطبان خود القا کرده و با آن‌ها ارتباط موثری از این طریق برقرار می‌کنند. برای مثال دانش‌آموزی که سعی در بیان آموخته‌های خود به معلمش را دارد، معلمی که مفاهیم نهفته در ذهن خود را با خلوص برای دانش‌آموزان خود تشریح می‌کند، روانکاوی که با حرکت دادن انگشتان خود به صورت منظم بر روی میز به سخن بیمار گوش می‌دهد و ...
زبان بدن در سخنرانی نیز نقش بسزایی دارد و در آن لحظه هر واکنش سخنران پیام خاصی را متبادر خواهد کرد. برای مثال نوع نگاه سخنران، محدوده بکار بردن دست ، نحوه راه رفتن و شیوه اشاره به نکات و اشارات از مهم ترین اشارات بدنی سخنران می‌باشد. در بحث ارتباط چشمی ، نگاه سالم نگاهی است که بین پیشانی و ابرو (اصطلاحا نگاه مثلثی) باشد. این نوع نگاه به مخاطب احساس امنیت داده و می‌تواند منجر به ارتباط قدرتمند بشود. تحلیل زبان بدن و حالات چهره در مذاکره بسیار مهم و اساسی می‌باشد و باید موارد تحلیلی را بخوبی دانست تا به تفسیر درستی نسبت به طرف مقابل رسید.

## لحن کلام
به‌طور کلی لحن یعنی احساس گوینده کلام. فلذا بسیار مهم است که با توجه به موقعیتی که در آن قرار داریم نسبت به مدیریت لحن اقدام کنیم. این امر در شعر و خوانش شعر بسیار مشهود می‌باشد. به‌طور کلی سه نوع لحن داریم : لحن بر واژه ، لحن بر کلام و لحن بر محتوا که هر کدام باید با ظرافت هر چه تمام انجام پذیرد تا مفهوم به‌صورت ملموس منتقل گردد. مثلا اگر لحن بر محتوا که در صنعت شعر بیشتر خودش را نشان میدهد، رعایت نشود معنای شعر به خوبی منتقل نخواهد شد. نمونه هایی از لحن مانند: لحن تحسین برانگیز ، لحن محقّانه و طلبکارانه ، لحن ترس ، لحن همراه با غم و سایر الحان
همان‌طور که هر فرهنگ نسبت به فرهنگ‌های دیگر از بسیاری جهات متفاوت است، از نظر ارتباطی نیز تفاوت‌هایی مشهود است.
مردمان کوهستان‌ها و دشت‌های فراخ نسبت به شهرنشینان از بلندی بیشتری در سخن‌گویی و محاوره استفاده می‌کنند. حرفه نیز در بلندی صدا مؤثر است. هر اندازه عوامل اختلال‌زای بیشتر وجود داشته باشد، بلندی صدا بیشتر می‌شود.
فردی که بسیار بلند سخن می‌گوید، اغلب باعث رنجش دیگران می‌شود. روان‌شناسان و متخصصان ارتباطات معتقدند افرادی که دارای ویژگی شخصیتی تهاجمی هستند با بلندای صدای بیشتری سخن می‌گویند.

## نقش مهم ارتباط غیرکلامی در انتقال پیام
۱- یک حرکت دست یا حالت چهره می‌تواند مطلبی را برساند که ممکن است افراد در حرف‌های شما متوجه نشوند.
۲- زبان بدن گاهی می‌تواند مکمل آن چیزی باشد که گفته می‌شود.
۳- اگر زبان بدن شما سیگنالی متفاوت از آنچه می‌گویید باشد، دیگران ممکن است احساس کنند که شما صادق نیستید.
۴- مهارت‌های غیرکلامی می‌تواند به ایجاد ارتباط گرم با دیگران کمک کند.

## ژست و پانتومیم
تحقیقات نشان داده است که در کلام، ۷٪ لحن، ۳۸٪ طنین و ۵۵٪ را حرکات بدن منتقل می‌کند. در ادامه به دو نمونه از ارتباطات غیرکلامی انسان یعنی ژست و پانتومیم اشاره می‌کنیم.
ژست
در ژست، عملکردهای بدنی آشکار، پیام‌های خاصی را به جای کلام منتقل می‌کند.
پانتومیم
پانتومیم به اجرای نمایش بی‌کلام و با استفاده از حرکات بدن می‌گویند.
تفاوت اصلی بین ژست و پانتومیم این است که ژست به معنای انجام یک حالت یا یک اشاره بدون گفتار بوده در حالی که پانتومیم، ژست پرمعنا و بدون صحبت کردن است.

## نتیجه‌گیری
در کل، توانایی برقراری ارتباطات غیرکلامی یک مهارت ضروری است و می‌تواند بیان نظرات خودتان و فهمیدن آنچه را دیگران سعی دارند به شما بگویند را آسان‌تر کند. برخی افراد تبحر بیشتری در به کارگیری مهارت‌های غیرکلامی و تفسیر صحیح سیگنال‌های دیگران دارند. در اصطلاح عامیانه به این افراد  " آدم‌شناس" می‌گویند. ارتباط غیر کلامی، مهارتی است که می‌توانید آن مهارت را با توجه دقیق به رفتارهای غیرکلامی سایر افراد و تمرین انواع مختلف ارتباط غیرکلامی دیگران در خودتان تقویت کنید.